# Homoanarta carneola
Homoanarta carneola là một loài bướm đêm trong họ Noctuidae.